# Lijst van voormalige gemeenten in Overijssel
Dit is een lijst met voormalige Overijsselse gemeenten.
Als het grondgebied van een opgeheven gemeente over meerdere gemeenten is verdeeld, is het grootste deel bij de eerstgenoemde ontvangende gemeente gevoegd. Grenscorrecties tussen gehandhaafde gemeenten zijn niet in de lijst opgenomen. Vóór 1830 kan de informatie onvolledig zijn.

## Naamgeving bestuurlijke entiteiten
*: nieuw gevormde gemeentelijke entiteit die een naam gekozen heeft, die nog niet eerder is gebruikt door een andere gemeentelijke entiteit

(naamswijziging): een gemeentelijke entiteit die, zonder wijzigingen aan het grondgebied, gekozen heeft voor een nieuwe naam
Bij een herindeling ontstaat altijd een nieuwe bestuurlijke entiteit, de nieuwe entiteit kan ervoor kiezen een oude naam te handhaven. Echter er is juridisch sprake van "samenvoeging met" van de oude entiteit (en geen toevoeging aan), deze informatie is voor de leesbaarheid en herkenbaarheid wellicht hier weggelaten. Bijvoorbeeld Deventer is samengevoegd met Bathmen tot de nieuwe bestuursentiteit Deventer.

## 2005
- Bathmen > Deventer

## 2003
- Rijssen > Rijssen-Holten (naamswijziging)
- Steenwijk > Steenwijkerland (naamswijziging)

## 2002
- Denekamp > Dinkelland (naamswijziging)
- Olst > Olst-Wijhe (naamswijziging)
- Vriezenveen > Twenterand (naamswijziging)

## 2001
- Ambt Delden > Hof van Twente*, Almelo en Borne
- Avereest > Hardenberg
- Brederwiede > Steenwijk
- Diepenheim > Hof van Twente*
- Genemuiden > Zwartewaterland*
- Goor > Hof van Twente*
- Gramsbergen > Hardenberg
- Den Ham > Vriezenveen
- Hasselt > Zwartewaterland* en Zwolle
- Heino > Raalte
- Holten > Rijssen
- Markelo > Hof van Twente* en Rijssen
- Nieuwleusen > Dalfsen, Zwolle en Staphorst
- Ootmarsum > Denekamp
- Stad Delden > Hof van Twente*
- Weerselo > Denekamp, Oldenzaal en Hengelo
- Wijhe > Olst
- IJsselham > Steenwijk
- IJsselmuiden > Kampen en Zwolle
- Zwartsluis > Zwartewaterland*

## 1999
- Diepenveen > Deventer

## 1986
- Noordoostpolder (provincie Overijssel) > Noordoostpolder (provincie Flevoland)
- Urk (provincie Overijssel) > Urk (provincie Flevoland)

## 1973
- Blankenham > IJsselham*
- Blokzijl > Brederwiede* en IJsselham*
- Giethoorn > Brederwiede* en IJsselham*
- Kuinre > IJsselham*
- Oldemarkt > IJsselham *
- Steenwijkerwold > Steenwijk, IJsselham* en Brederwiede*
- Vollenhove > Brederwiede*
- Wanneperveen > Brederwiede*

## 1967
- Zwollerkerspel > Zwolle, Hasselt, IJsselmuiden, Heino en Genemuiden

## 1962
- De Noordoostelijke Polder > Noordoostpolder (het openbaar lichaam wordt een gemeente)

## 1950
- Urk (provincie Noord-Holland) > Urk (provincie Overijssel)

## 1942
- Het Openbaar Lichaam De Noordoostelijke Polder wordt gevormd uit (met uitzondering van Schokland tot het droogvallen van de Noordoostpolder slechts water zijnde) delen van de gemeenten Lemsterland (provincie Friesland), Blankenham, Blokzijl, Genemuiden, Kampen, Kuinre, Urk (provincie Noord-Holland) en Vollenhove
- Ambt Vollenhove > Vollenhove*
- Stad Vollenhove > Vollenhove*

## 1941
- Ambt Hardenberg > Hardenberg*
- Stad Hardenberg > Hardenberg*

## 1937
- Grafhorst > IJsselmuiden
- Kamperveen > IJsselmuiden
- Wilsum > IJsselmuiden
- Zalk en Veecaten > IJsselmuiden

## 1934
- Lonneker > Enschede

## 1923
- Ambt Ommen > Ommen*
- Stad Ommen > Ommen*

## 1914
- Ambt Almelo > Almelo*
- Stad Almelo > Almelo*

## 1859
- Schokland > Kampen

## 1818
- Almelo > Ambt Almelo* en Stad Almelo* (splitsing)
- Delden > Ambt Delden* en Stad Delden* (splitsing)
- Goor > Goor en Markelo* (splitsing)
- Hardenberg > Ambt Hardenberg* en Stad Hardenberg* (splitsing)
- Kuinre en Blankenham > Kuinre* en Blankenham* (splitsing)
- Ommen > Avereest*, Ambt Ommen* en Stad Ommen* (splitsing)
- Ootmarsum > Denekamp* en Ootmarsum (splitsing)
- Vollenhove > Ambt Vollenhove* en Stad Vollenhove* (splitsing)